# Eric Lazzaroni
Eric Lazzaroni (ur. 1 czerwca 1960) – francuski skoczek narciarski i kombinator norweski, trener i działacz Francuskiego Związku Narciarskiego oraz lokalny polityk.

## Życiorys
Kilkukrotnie startował w Pucharze Świata w skokach narciarskich, a jego najlepszy wynik w zawodach tego cyklu to 23. miejsce podczas konkursu w Zakopanem, który odbył się 26 stycznia 1980. W dyscyplinie tej raz punktował w Pucharze Europy – 31 stycznia 1982 w La Molinie był trzynasty. W 1978 w Murau zajął 21. pozycję w mistrzostwach Europy juniorów. Z kolei na Zimowej Uniwersjadzie 1981 w Astún był jedenasty.
Uprawiał również kombinację norweską. W dyscyplinie tej stawał na podium mistrzostw Francji – zdobył złoty medal w 1982 i 1984.
W latach 1982–1985 był nauczycielem w Lycée Champollion w Grenoble. Od 1985 pracował jako trener francuskiej reprezentacji w kombinacji norweskiej, współpracując z Jacquesem Gaillardem. Podczas Zimowych Igrzysk Olimpijskich 1992 ich podopieczni zdobyli złoty (Fabrice Guy) i srebrny (Sylvain Guillaume) medal w rywalizacji indywidualnej. W 1994, po serii słabszych wyników francuskich kombinatorów i ich problemów z przestawieniem się na styl „V” podczas skoku, Gaillard zrezygnował z trenowania kadry i zaczął pracę we francuskim związku, a Lazzaroni został samodzielnym szkoleniowcem reprezentacji. Pod jego wodzą Francuzi zdobyli brązowy medal w rywalizacji drużynowej podczas Zimowych Igrzysk Olimpijskich 1998, a na Mistrzostwach Świata w Narciarstwie Klasycznym 1999 w zmaganiach drużynowych zajęli czwartą pozycję, przegrywając rywalizację o podium z Rosjanami o 0,1 sekundy. Później został dyrektorem do spraw kombinacji norweskiej i skoków narciarskich we Francuskim Związku Narciarskim (fr. Fédération Française de Ski). Część źródeł błędnie przypisuje mu fakt prowadzenia francuskiej reprezentacji w skokach narciarskich w sezonie 2001/02, jednak w tym czasie Lazzaroni nadal był dyrektorem do spraw kombinacji norweskiej i skoków narciarskich, a francuską kadrę wciąż trenował Heinz Koch, który funkcję tę objął przed sezonem 2000/01.
Lazzaroni od początku XXI wieku jest działaczem we Francuskim Związku Narciarskim. W sezonie 2018/19 pełnił funkcję kontrolera FIS podczas zawodów Pucharu Świata w skokach narciarskich i kombinacji norweskiej rozgrywanych na terenie Francji. W Międzynarodowej Federacji zasiada również w komisji do spraw kombinacji norweskiej
Od lat 80. XX wieku zaangażowany jest w lokalną politykę. Od 1989 wielokrotnie wybierany był do rady miasta Autrans, a w latach 2001–2008 pełnił funkcję zastępcy burmistrza tej miejscowości.
Jego syn David Lazzaroni był skoczkiem narciarskim.

## Skoki narciarskie

### Mistrzostwa Europy juniorów

#### Indywidualnie
| 1978 Murau | – | 21. miejsce |

### Uniwersjada

#### Indywidualnie
| 1981 Astún | – | 11. miejsce |

### Puchar Świata

#### Miejsca w klasyfikacji generalnej Pucharu Świata
| Sezon     | Miejsce           |
| --------- | ----------------- |
| 1979/1980 | niesklasyfikowany |
| 1980/1981 | niesklasyfikowany |
| 1982/1983 | niesklasyfikowany |

#### Miejsca w poszczególnych konkursach Pucharu Świata
| Sezon 1979/1980                                                                        |                        |                        |               |               |           |              |             |             |             |             |              |              |              |             |           |              |       |       |       |       |         |         |                     |                     |        |        |        |        |        |        |        |        |        |        |        |        |        |        |        |        |        |        |        |
| Cortina d'Ampezzo                                                                      | Oberstdorf             | Garmisch-Partenkirchen | Innsbruck     | Bischofshofen | Sapporo   | Sapporo      | Thunder Bay | Thunder Bay | Zakopane    | Zakopane    | Saint-Nizier | Saint-Nizier | Sankt Moritz | Gstaad      | Engelberg | Vikersund    | Lahti | Lahti | Falun | Oslo  | Planica | Planica | Szczyrbskie Jezioro | Szczyrbskie Jezioro | punkty | punkty | punkty | punkty | punkty | punkty | punkty | punkty | punkty | punkty | punkty | punkty | punkty | punkty | punkty | punkty | punkty | punkty | punkty |
| -                                                                                      | -                      | -                      | -             | -             | -         | -            | -           | -           | 23          | 29          | -            | -            | -            | -           | -         | -            | -     | -     | -     | -     | -       | -       | 63                  | 49                  | 0      | 0      | 0      | 0      | 0      | 0      | 0      | 0      | 0      | 0      | 0      | 0      | 0      | 0      | 0      | 0      | 0      | 0      | 0      |
| Sezon 1980/1981                                                                        |                        |                        |               |               |           |              |             |             |             |             |              |              |              |             |           |              |       |       |       |       |         |         |                     |                     |        |        |        |        |        |        |        |        |        |        |        |        |        |        |        |        |        |        |        |
| Oberstdorf                                                                             | Garmisch-Partenkirchen | Innsbruck              | Bischofshofen | Harrachov     | Liberec   | Sankt Moritz | Gstaad      | Engelberg   | Ironwood    | Ironwood    | Sapporo      | Sapporo      | Thunder Bay  | Thunder Bay | Chamonix  | Saint-Nizier | Lahti | Lahti | Falun | Bærum | Oslo    | Planica | Planica             | punkty              | punkty | punkty | punkty | punkty | punkty | punkty | punkty | punkty | punkty | punkty | punkty | punkty | punkty | punkty | punkty | punkty | punkty | punkty |        |
| -                                                                                      | -                      | -                      | -             | -             | -         | -            | -           | -           | -           | -           | -            | -            | -            | -           | -         | 38           | -     | -     | -     | -     | -       | -       | -                   | 0                   | 0      | 0      | 0      | 0      | 0      | 0      | 0      | 0      | 0      | 0      | 0      | 0      | 0      | 0      | 0      | 0      | 0      | 0      |        |
| Sezon 1982/1983                                                                        |                        |                        |               |               |           |              |             |             |             |             |              |              |              |             |           |              |       |       |       |       |         |         |                     |                     |        |        |        |        |        |        |        |        |        |        |        |        |        |        |        |        |        |        |        |
| Cortina d'Ampezzo                                                                      | Oberstdorf             | Garmisch-Partenkirchen | Innsbruck     | Bischofshofen | Harrachov | Harrachov    | Lake Placid | Lake Placid | Thunder Bay | Thunder Bay | Sankt Moritz | Gstaad       | Engelberg    | Vikersund   | Vikersund | Vikersund    | Falun | Falun | Lahti | Lahti | Bærum   | Oslo    | Planica             | Planica             | punkty |        |        |        |        |        |        |        |        |        |        |        |        |        |        |        |        |        |        |
| 48                                                                                     | -                      | -                      | -             | -             | -         | -            | -           | -           | -           | -           | -            | -            | -            | -           | -         | -            | -     | -     | -     | -     | -       | -       | -                   | -                   | 0      |        |        |        |        |        |        |        |        |        |        |        |        |        |        |        |        |        |        |
| Legenda                                                                                |                        |                        |               |               |           |              |             |             |             |             |              |              |              |             |           |              |       |       |       |       |         |         |                     |                     |        |        |        |        |        |        |        |        |        |        |        |        |        |        |        |        |        |        |        |
| 1 2 3 4-10 11-15 poniżej 15 - – zawodnik nie wystartował lub zajął miejsce poniżej 15. |                        |                        |               |               |           |              |             |             |             |             |              |              |              |             |           |              |       |       |       |       |         |         |                     |                     |        |        |        |        |        |        |        |        |        |        |        |        |        |        |        |        |        |        |        |

### Puchar Europy

#### Miejsca w klasyfikacji generalnej Pucharu Europy
| Sezon     | Miejsce           |
| --------- | ----------------- |
| 1980/1981 | niesklasyfikowany |
| 1981/1982 | 123.              |
| 1982/1983 | niesklasyfikowany |
| 1983/1984 | niesklasyfikowany |